# 巴黎市政厅
巴黎市政厅（法語：Hôtel de Ville）是法国巴黎自1357年以来的市政厅所在地，位于第四区的市政厅广场（在1802年以前名为“格列夫广场”，意为河滩广场）。它具有多种功能：地方行政机构、巴黎市長办公室（自1977年以来）、大型招待会场地。 2024年巴黎奥运会马拉松比赛的起点位于此处。

## 歷史
1357年7月，巴黎市长用市政府的名义买下了塞纳河右岸卵石滩坡所谓的“柱房”（maison aux piliers），那里是小麦和木材卸货码头，后来并入格列夫广场，是巴黎人经常聚集的地点，特别是公开处决时。自从1357年至今，巴黎市政府一直位于这一位置。在1357年以前，市政机构位于夏特勒（Châtelet）附近的“资产者客厅”（parloir aux bourgeois）。
1533年，国王弗朗索瓦一世决定为巴黎这个当时欧洲和基督教世界最大城市兴建一座相配的市政厅，他任命了两名建筑师：意大利人Dominique de Cortone（绰号红胡子），和法国人皮埃尔·尚毕日（Pierre Chambiges）。红胡子沉浸于文艺复兴精神，拆除“柱房”，制定了在当时高大、宽敞、光明、完善的建设计划。建设工作直至路易十三统治时期的1628年才告完成。
在接下来的两个世纪，这座大厦未作任何改动，在法国革命期间，这里是几个著名事件的舞台：1789年7月14日，拒绝提供武器的商会会长雅克·德·弗莱塞勒（Jacques de Flesselles）被愤怒的人群杀害；1794年7月27日热月政变时，罗伯斯庇尔被击中下巴，并与他的追随者在市政厅被捕。最后，于1835年，塞纳省的省长兰包图伯爵倡议下，主楼又增加了两翼，用画廊连接正面，为扩大的市政府提供更多的空间。
在普法战争期间，这座建筑扮演了关键角色。1870年10月30日，革命者闯入并占领市政厅和国防政府，同时一再要求建立一个巴黎公社拥护者的政府。现政府得到通过连接市政厅与附近一个军营的地下隧道（建于1807年）闯入市政厅的士兵的援救。1871年1月18日，人群聚集在大楼外，抗议猜测中的向普鲁士人投降的计划，大楼中士兵开火，驱散人群，造成一些伤亡。巴黎公社选择市政厅为其总部，当政府军接近时，公社的极端分子放火焚烧市政厅，摧毁几乎所有现存的公共记录。 从法国革命时期。大火烧毁了建筑，只留下一堆石头外壳。

## 附近
这座建筑的北侧临里窝利路 。附近“市政厅的百貨商店”（Bazar de l'Hôtel de Ville）是一座以市政厅命名的百货商场。最接近市政厅的教堂是圣热尔韦龙圣普罗泰教堂（St-Gervais-et-St-Protais Church）。

## 圖片

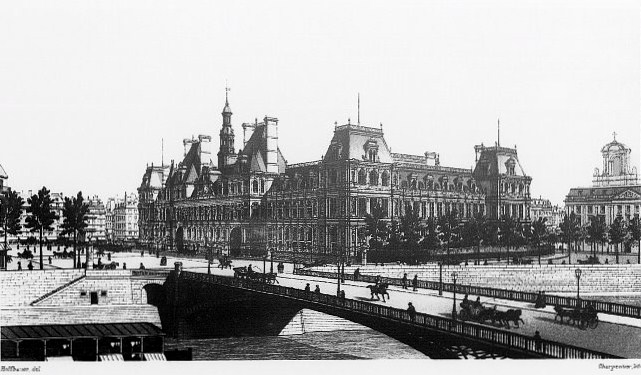
19世紀末期的巴黎市政厅。
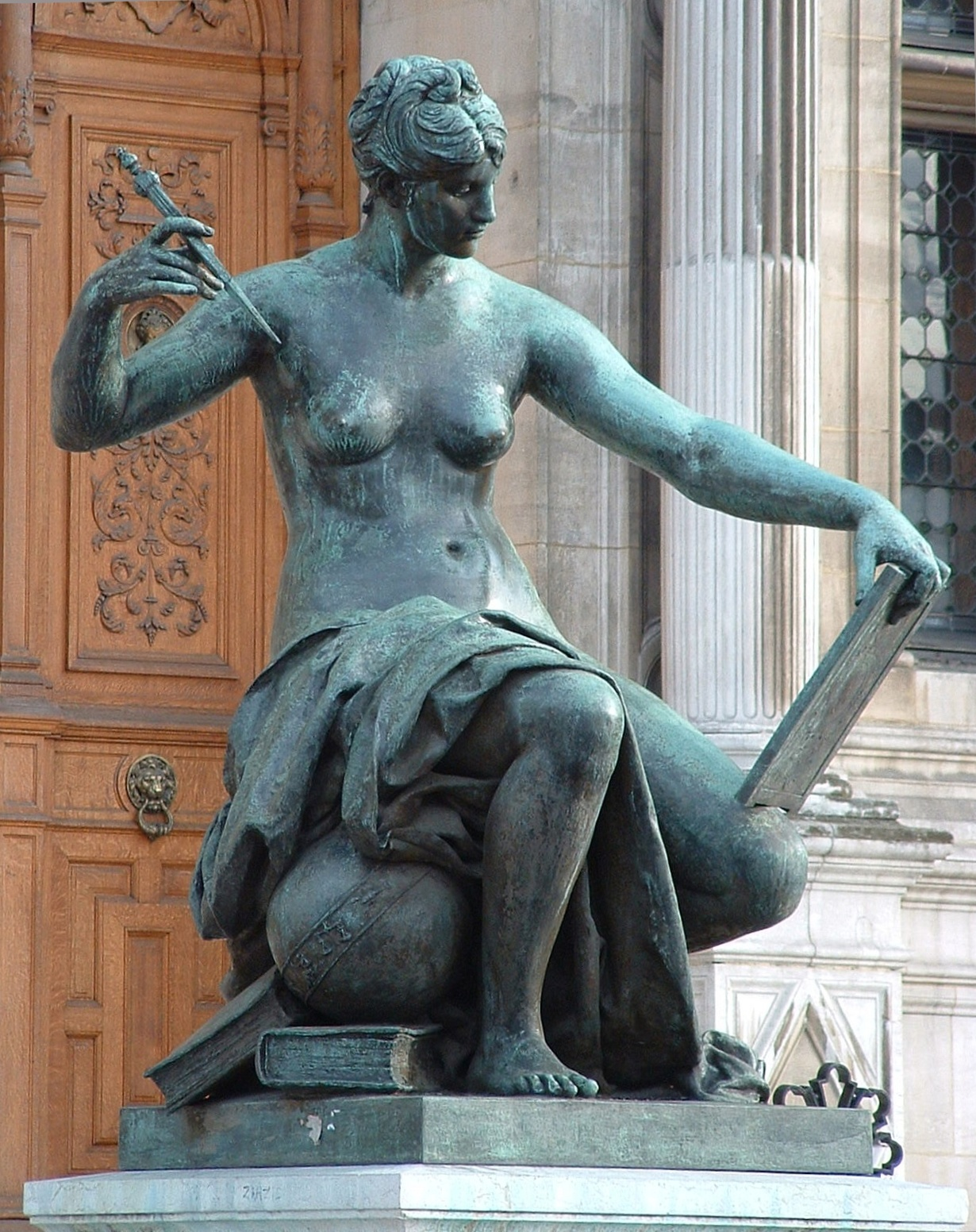
吉勒·布朗沙爾（法语：Jules Blanchard）的雕塑 《科學》。
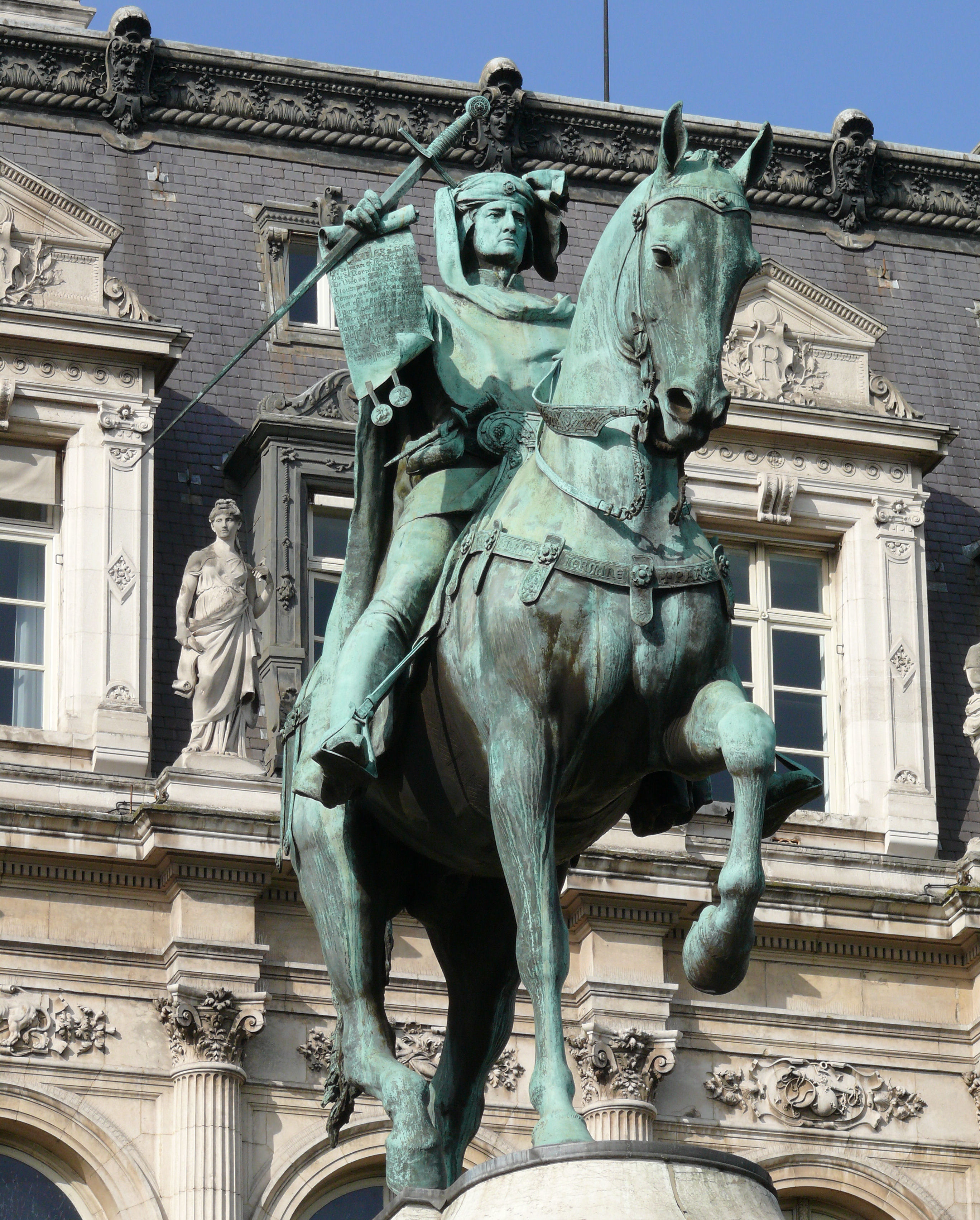
艾蒂安·馬賽爾的雕像。
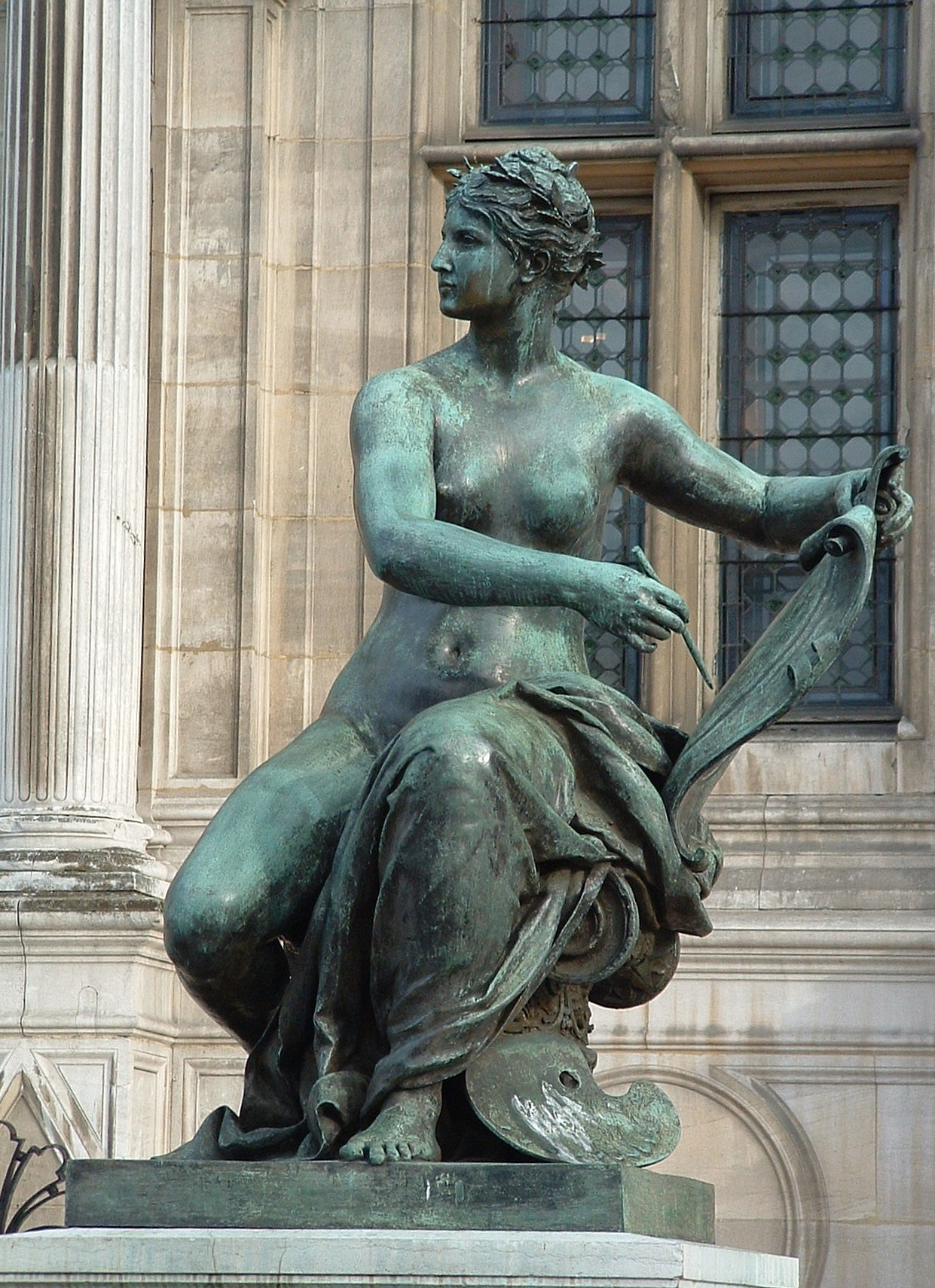
洛朗·馬凱特（法语：Laurent Marquest）的雕塑 《藝術》。
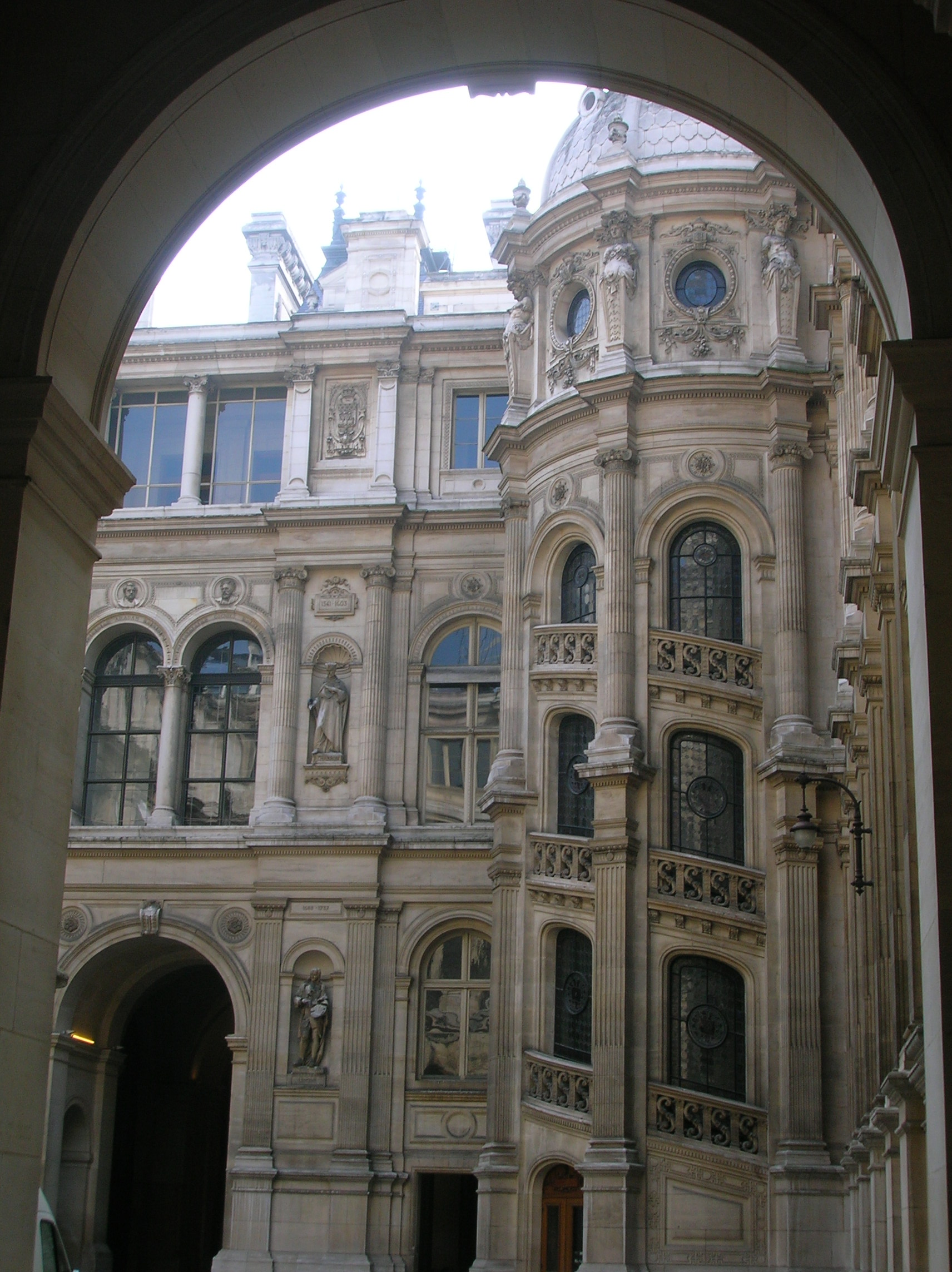
帶螺旋樓梯的庭院。

### 書目
- Fierro, Alfred. . Robert Laffont. 1996. ISBN 2-221-07862-4.}
- Milza, Pierre. . Paris: Perrin. 2009a. ISBN 978-2-262-03073-5.
- Poisson, Michel. . Parigramme. 2009. ISBN 978-2-84096-539-8.
- Texier, Simon. . Parigramme. 2012. ISBN 978-2-84096-667-8.